# Marie Tudorovna (1496–1533)
Marie Tudorovna (28. března 1496, Londýn – 25. června 1533, Suffolk) byla dcera anglického krále Jindřicha VII. Tudora a Alžběty z Yorku, a sestra anglického krále Jindřicha VIII. Tudora.

## Životopis
Dne 9. října 1514 se jako osmnáctiletá provdala za tehdy dvaapadesátiletého francouzského krále Ludvíka XII. a 5. listopadu téhož roku byla korunována královnou Francie. Král Ludvík XII. neměl z předchozích dvou manželství mužského potomka a toto přání mu nesplnila ani nová mladá žena. Do nové královny se však zamiloval korunní princ vévoda d'Angoulême, budoucí František I. Jeho matce Louise Savojské a sestře Markétě d'Alençon se podařilo alespoň od mladé královny odstranit Charlese Brandona, vévodu ze Suffolku, který byl v té době již jejím milencem. Nepodařilo se jim však umoudřit korunního prince a tedy hrozilo, že ten se může stát otcem budoucího francouzského krále na místo jeho samého. Starý král zemřel pár měsíců po svatbě 1. ledna 1515. Brantôme popisuje, jak se mladé vdově již pozici královny nechtělo vyklízet a tak simulovala těhotenství tak, že si kusy tkaniny vycpávala břišní partie. Tento podvod však byl brzy odhalen tělesnou prohlídkou královny a její internací po 40 dní v paláci Cluny. Teprve poté, co připustila, že František je skutečný francouzský král, tak byla propuštěna. A na to se mladá francouzská královna vdova již 15. května znovu provdala. Svému manželovi, prvnímu vévodovi ze Suffolku, Charlesi Brandonovi, porodila tři děti. Marie toto manželství uzavřela bez souhlasu svého bratra, krále Jindřicha VIII., což jí později odpustil. Marie nesouhlasila s Jindřichovým druhým sňatkem s Annou Boleynovou.

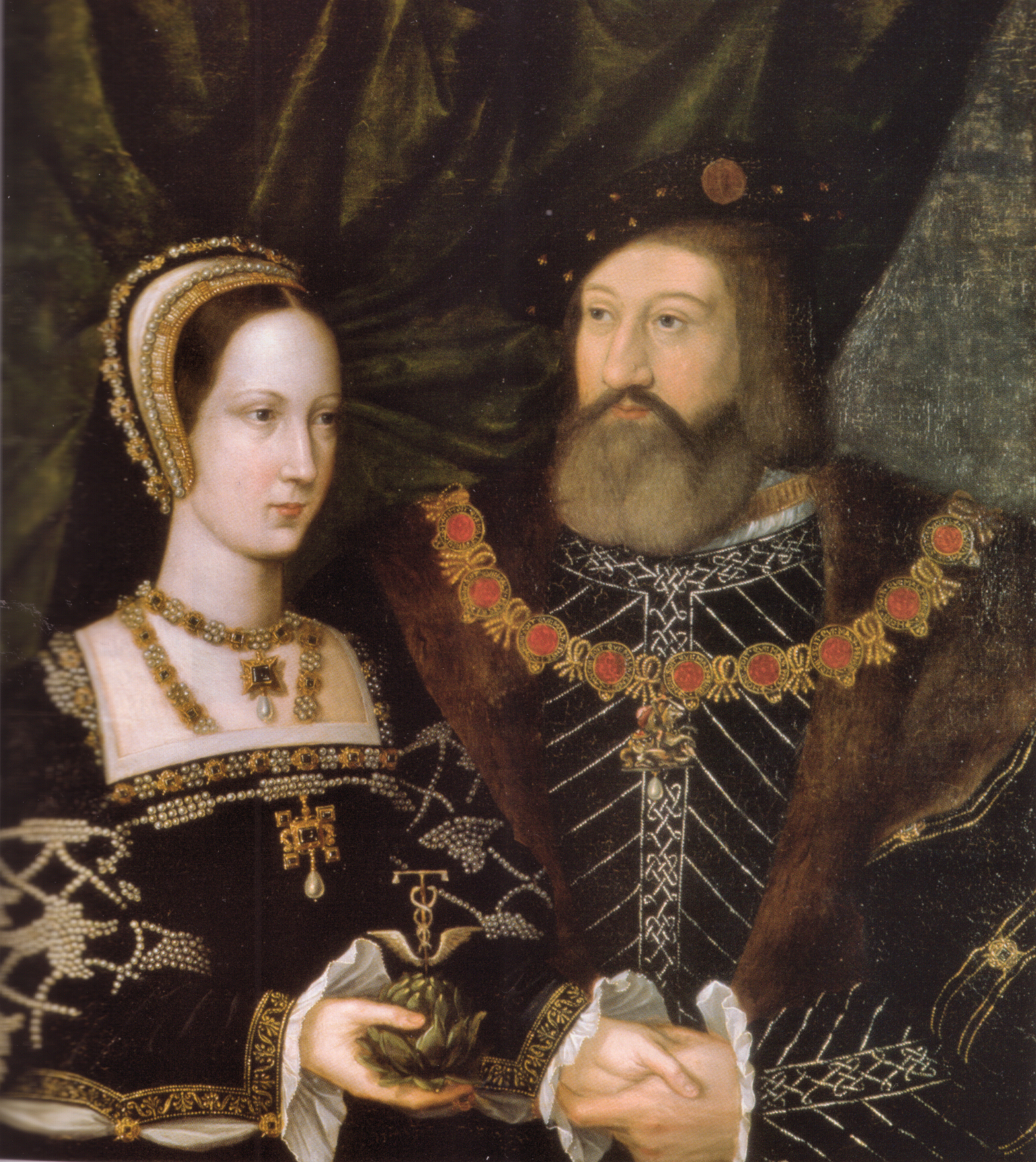
Marie Tudorovna a Charles Brandon

## Potomci
- Jindřich Brandon (1516–1522)
- Frances Brandonová (16. července 1517 – 20. listopadu 1559), ⚭ 1533 Jindřich Grey (17. ledna 1517 – 23. února 1554), 3. markýz z Dorsetu – rodiče Jany Greyové, devítidenní královny anglické
- Eleanor Brandonová (1519–1547), ⚭ 1537 Jindřich Clifford (1517–1570), 2. hrabě z Cumberlandu
- Jindřich Brandon (1523–1534), 1. hrabě z Lincolnu